# Great Shelford
Great Shelford – wieś w Anglii, w hrabstwie Cambridgeshire, w dystrykcie South Cambridgeshire. Leży 7 km na południe od miasta Cambridge i 74 km na północ od Londynu. W 2011 miejscowość liczyła 4233 mieszkańców.